# Таллрот, Закариас
Закариас Таллрот (швед. Zakarias Tallroth; род.   15 ноября 1985 года) — шведский спортсмен, борец классического стиля. Бронзовый призёр чемпионата мира 2015 года. Двукратный победитель чемпионата Северных стран в 2014 и 2015 годах. Сын серебряного призёра Олимпийских игр 1984 года Роджера Таллрота.